# Superliga de Futebol de Kosovo de 2020-21
A temporada Superliga de Kosovo 2020-21 é a 22ª temporada do futebol de primeira linha em Kosovo. A temporada começou em 18 de setembro de 2020 e terminará em 30 de maio de 2021. Um total de 10 times estão competindo na liga: oito times da temporada 2019-20 e dois times da Primeira Liga de Futebol de Kosovo 2019-2020. Drita é o atual campeão da temporada anterior.

## Participantes
| Equipe     | Cidade            | Estádio               | UEFA license |
| ---------- | ----------------- | --------------------- | ------------ |
| Arbëria    | Dobrajë (Lipljan) | Sami Kelmendi         | No           |
| Ballkani   | Suhareka          | Estádio Suhareka City | Yes          |
| Besa Pejë  | Pejë              | Shahin Haxhiislami    | No           |
| Drenica    | Skënderaj         | Bajram Aliu           | Yes          |
| Drita      | Gjilan            | Gjilan City           | Yes          |
| Feronikeli | Drenas            | Rexhep Rexhepi        | Yes          |
| Gjilani    | Gjilan            | Gjilan City           | Yes          |
| Llapi      | Podujevë          | Zahir Pajaziti        | Yes          |
| Prishtina  | Prishtinë         | Fadil Vokrri          | Yes          |
| Trepça'89  | Mitrovicë         | Riza Lushta           | Yes          |

## Classificação
| Pos | Equipe     | PG | Jogos | Jogos | Jogos | Jogos | Gols | Gols | Gols | Classificação                                               |
| Pos | Equipe     | PG | #     | V     | E     | D     | GP   | GS   | SG   | Classificação                                               |
| --- | ---------- | -- | ----- | ----- | ----- | ----- | ---- | ---- | ---- | ----------------------------------------------------------- |
| 1   | Drita      | 58 | 27    | 17    | 7     | 3     | 42   | 20   | +22  | Liga dos Campeões da UEFA de 2020–21 -- Primeira Fase       |
| 2   | Ballkani   | 55 | 27    | 17    | 4     | 6     | 58   | 31   | +27  | Liga Conferência Europa da UEFA de 2021–22 -- Primeira Fase |
| 3   | Prishtina  | 54 | 27    | 16    | 6     | 5     | 45   | 17   | +28  | Mantidos Superliga 2021-22                                  |
| 4   | Gjilani    | 40 | 27    | 10    | 10    | 7     | 29   | 26   | +3   | Mantidos Superliga 2021-22                                  |
| 5   | Feronikeli | 34 | 27    | 8     | 10    | 9     | 34   | 24   | +10  | Mantidos Superliga 2021-22                                  |
| 6   | Llapi      | 33 | 27    | 10    | 3     | 14    | 36   | 39   | -3   | Mantidos Superliga 2021-22                                  |
| 7   | Trepça'89  | 32 | 27    | 9     | 5     | 13    | 27   | 38   | -11  | Mantidos Superliga 2021-22                                  |
| 8   | Drenica    | 30 | 27    | 7     | 9     | 11    | 23   | 36   | -13  | Play-Off Rebaixamento                                       |
| 9   | Arbëria    | 27 | 27    | 7     | 6     | 14    | 29   | 43   | -14  | Rebaixados para a Segunda Divisão 2021-22                   |
| 10  | Besa Pejë  | 10 | 27    | 2     | 4     | 21    | 20   | 69   | -49  | Rebaixados para a Segunda Divisão 2021-22                   |

## Premiação
| Superliga 2020-21            |
| Kosovo                       |
| ---------------------------- |
| A definir Campeão (? título) |